# Söldner des Todes
Söldner des Todes (im Original: Horror Safari oder auch Safari senza ritorno) ist ein italienischer Abenteuerfilm des Regisseurs Alan Birkinshaw aus dem Jahr 1982 mit Stuart Whitman in der Hauptrolle. In Nebenrollen agieren u. a. Harold Sakata, der als Oddjob in Goldfinger zu internationaler Bekanntheit kam, Woody Strode und Laura Gemser.
In Deutschland erschien der Film am 6. Januar 1984 direkt auf Video.

## Handlung
Als sich die japanischen Truppen nach fünfjähriger Besatzung und skrupelloser Ausbeutung 1945 von den Philippinen zurückziehen, eskortiert eine Okkupationstruppe eine geraubte Goldladung quer durch den unwegsamen Dschungel einer Insel. Ihr Ziel ist ein entlegenes Küstenstädtchen, welches sie über Schleichwege zu erreichen versuchen. Der mehrwöchige und beschwerliche Fußmarsch gerät zur Tortur. Fieber und Erschöpfung setzen den Männern zu. Geschwächt werden sie von Kriegern eines Eingeborenenstammes angegriffen. Lediglich drei Offiziere entkommen dem Blutbad. Das Gold wird in einer Höhle inmitten des Urwalds zurückgelassen.
36 Jahre später spürt der zwielichtige Abenteurer Rex Larson die drei Überlebenden jener Tage für eine geplante Schatzsuche auf. Getrieben von Geldgier versucht er in den Besitz einer Karte zu gelangen, auf welcher der Weg zum Gold eingezeichnet ist. Dabei schreckt er auch vor Mord nicht zurück. Gegen eine Gewinnbeteiligung sichert er sich schließlich die Dienste des Japaners Tobachi, dem letzten noch verbliebenen Überlebenden. Millionär Jefferson übernimmt derweil die Finanzierung der Operation, nicht aber, ohne schmerzhafte Forderungen zu stellen. Der Geldgeber drängt Larson, den alkoholabhängigen Amerikaner Mark Forrest, Larsons Intimfeind, als Kundschafter einzustellen. Dieser nimmt getrieben von der Aussicht seinen alten Widersacher, der ihm einst seine treulose Frau ausspannte, zu begegnen, letztlich an der Suche teil. Forrest verfolgt dabei keine finanziellen Interessen – wie im Übrigen auch die junge und attraktive Tochter des Millionärs: Janice Jefferson.
Der Expeditionstrupp um Mark, Larson, Tobachi, Finanzier Douglas nebst Tochter Janice sowie weiteren Teilnehmern setzt sich schließlich in Bewegung. Die Unternehmung wird zu einem kräftezehrenden Marsch in den Tod. Ein lang schwelender Konflikt zwischen Mark und Rex droht zu eskalieren. Bereits in der ersten Nacht beginnt Larson sich seiner ihm aufgezwungenen Begleiter zu entledigen. Um jeglichen Verdacht von sich abzulenken, täuscht er später sein Ableben vor. Im Geheimen folgt er jedoch der Gruppe, die er emotionslos und beständig dezimiert. Als nach mehreren Wochen die Träger Reißaus nehmen, schrumpfen die Abenteurer auf drei Personen zusammen: Tobachi, Mark und Janice. Diese erreichen letztlich gemeinschaftlich das Ziel.
Urplötzlich betritt Larson die Szenerie und ermordet Tobachi. Alsdann zwingt er die verbliebenen Schatzsucher das Gold zu bergen. Mark und Janice lehnen sich jedoch gegen den Bösewicht auf. Kampfhandlungen folgen, in deren Verlauf es den Protagonisten gelingt, den Serienmörder in einem Kampf auf Leben und Tod zu besiegen. In der letzten Szene des Films küsst Mark die viel jüngere Janice, mit der er zeitlich versetzt eine Liebesbeziehung einging.

## Kritiken
Laut Lexikon des internationalen Films sei die Produktion ein „zusammengeschusterter Abenteuerfilm, der bereits in den ersten Szenen seine platte Story“ offenbare und sich in „blutrünstigen Details“ ergehe.